# Мюллер, Эдвин
Э́двин Мю́ллер (нем. Edwin Müller, позднее англ. Edwin Mueller; 2 декабря 1892, Вена — 4 октября 1962, Нью-Йорк) — крупный австрийский филателист, эмигрировавший в США из Австрии в 1938 году. Специалист в области знаков почтовой оплаты и почтовых гашений Австрии до 1918 года. Автор филателистических произведений «Почтовые марки Австрии» (1927)[≡] и «Большой справочник гашений старой Австрии и Ломбардии-Венеции»[≡] (1924; вышел вторым изданием в соавторстве с С. Майером в 1961), не потерявших актуальности и в настоящее время.

## Вклад в филателию
Эдвин Мюллер увлёкся коллекционированием почтовых марок ещё в детстве. После Первой мировой войны, в начале 1920-х годов он начал издавать собственный филателистический журнал, нем. «Die Postmarke» («Почтовая марка»), который вскоре стал одним из самых важных филателистических журналов в мире. В то время Мюллер занимался преимущественно почтовыми марками Австро-Венгерской монархии. В этот же период появились его публикации, замеченные филателистическим сообществом. Мюллер стал одним из наиболее выдающихся филателистов мира.
Австрийское правительство поручило ему организацию Международной филателистической выставки (WIPA) в Вене в 1933 году, одной из крупнейших в мире филателистических выставок перед Второй мировой войной. Благодаря большому успеху этой выставки он даже был награждён государством Австрийским почётным знаком «За науку и искусство». В том же году Мюллер стал президентом Международной федерации филателистической прессы (ФИПП, от фр. Fédération internationale de la presse philatélique — FIPP).
После аншлюса Австрии германским рейхом в 1938 году Эдвин Мюллер попросил убежища в США. Он изменил фамилию на Mueller, продолжил в последующие годы филателистические исследования и впервые выступил в роли аукциониста. Кроме того, Мюллер был филателистическим дилером, учредив компанию англ. Mercury Stamp Company в 1954 году, и писал статьи в филателистические журналы до самой смерти, наступившей в Нью-Йорке в 1962 году.

## Почётные звания и награды
За свой вклад в развитие филателии и филателистической литературы Эдвин Мюллер был удостоен следующих почестей и наград:
- Премия Зигера[нем.] (1927, 1932).
- Австрийский почётный знак «За науку и искусство» (1933).
- Зал славы Американского филателистического общества (1974).

## Избранные труды
- Großes Handbuch der Abstempelungen von Altösterreich und Lombardei-Venetien. — Vienna, 1925. (нем.)[^]
- Die Postmarken von Österreich. — Vienna, 1927. (нем.)[^]
- Die Poststempel auf der Freimarkenausgabe 1867 von Österreich und Ungarn. — Vienna, 1930. (нем.)
- Österreich Spezial-Katalog 1850—1918. — New York, 1952. (нем.) (англ.)
- Handbuch der vorphilatelistischen Poststempel Österreichs [Handbook of the Pre-Stamps Postmarks of Austria]. — New York, 1960. (нем.) (англ.)
- Handbuch der Entwertungen von Österreich und Lombardei-Venetien. — New York, 1961. (нем.) (англ.)